# Хайнрих Борвин II (Мекленбург)
Хайнрих Борвин II фон Мекленбург (на немски: Heinrich Borwin II von Mecklenburg; * 1170; † 5 декември 1226) от Дом Мекленбург (род Ободрити), е княз на Мекленбург (1219 – 1226), господар на Росток (1225 – 1212).

## Биография
Той е син на княз Хайнрих Борвин I (1150 – 1227) и първата му съпруга Матилда Саксонска († 1219), незаконна дъщеря на херцог Хайнрих Лъв от Саксония и Бавария. По бащина линия е внук на Прибислав († 1178), княз на племето Ободрити (1160 – 1678) и на Войцлава от Померания († 1172).
Хайнрих Борвин умира през 1226 г. в Гюстров и страната се управлява заедно от четирите му синове. През 1234 г. те разделят страната Мекленбург на господствата Верле, Пархим-Рихенберг, Росток и Мекленбург.

## Фамилия
Хайнрих Борвин се жени през 1200 г. за Кристина от Швеция († сл. 20 май 1248), дъщеря на крал Сверкер II от Швеция. Те имат децата:
- Йохан I (1211 – 1264), княз na Мекленбург
- Николаус I (1227 – 1277), господар на Верле
- Хайнрих Борвин III (1227 – 1277), господар на Росток
- Прибислав I († 1270), господар на Пархим-Рихенберг
- Маргарета († 1267), омъжена ок. 1230 (1241) за граф Гюнцел III фон Шверин († 1274)
- Мехтилд († 1270), омъжена 1229 г. за Самбор II херцог на Померелия и Диршау (1206/7 – 1278)